# Lobeliahoningzuiger
De lobeliahoningzuiger (Nectarinia johnstoni) is een zangvogel uit de familie Nectariniidae (honingzuigers).

## Verspreiding en leefgebied
Deze soort telt 4 ondersoorten:
- N. j. johnstoni: centraal en westelijk Kenia en noordelijk Tanzania.
- N. j. dartmouthi: oostelijk Congo-Kinshasa, zuidwestelijk Oeganda en westelijk Rwanda.
- N. j. nyikensis: zuidelijk Tanzania, noordoostelijk Zambia en noordelijk Malawi.
- N. j. itombwensis: Itombwegebergte (oostelijk Congo-Kinshasa).